# Metaphaena cruenta
Metaphaena cruenta är en insektsart som först beskrevs av Carl Eduard Adolph Gerstäcker 1895. 
Metaphaena cruenta ingår i släktet Metaphaena och familjen lyktstritar. Inga underarter finns listade i Catalogue of Life.